# Elecciones legislativas de Guatemala de 1929
Las elecciones parlamentarias se llevaron a cabo en Guatemala en diciembre de 1929 para elegir a la mitad de la legislatura. De los 39 diputados elegidos, 33 de ellos eran partidarios del presidente Lázaro Chacón González. Jorge Ubico obtuvo 6 diputados.
- Datos: Q5614297